# Хрвати у Боки которској
Бокељски Хрвати су становници Боке Которске у Црној Гори, који се национално декларишу као Хрвати. Црна Гора има 5,150 Хрвата, Хрвати чине 0,83% укупног становништва Црне Горе, док хрватским језиком у Црној Гори говоре 2,193 особе, односно 0,35% укупног броја становника. Већина су римо-католичке вероисповести.

## Историја
По истраживању академика Славка Мијушковића, код Бокеља католичке вјере постојала је свијест о црногорском поријеклу, славили су и даље крсне славе и поштовали старе обичаје које су донијели њихови преци из Црне Горе. Кроз историју, католицима Боке је била страна хрватска народна свијест, а тек у новије вријеме, крајем 19. и почетком 20. вијека, под утицајем политика Аустроугарске и римокатоличке цркве почели су се неки изјашњавати као Хрвати. У исто вријеме било је ту и Срба католика. Вишевјековна пракса је била да су многи православни Срби досељавањем у приморје, које је вијековима било под католичким државама, прелазили на католичанство, а опстали су као православни Срби само на простору Боке Которске и Црногорског приморја, због многобројности. Прелазак на католичку вјеру углавном је значио замирање српске народне свијести, па тако, надбиксупи барски и примаси Србије Андрија и Вицко Змајевић, иако поријеклом из Старе Црне Горе, себе више не сматрају Србима. То су им само православци, а народно себе не држе ни за Хрвате, но за себе и своје католике користе називе Далматиници, Латини... Вицко Змајевић Хрвате не налази ни у Задру и Далмацији, када је постао задарски надбиксуп, док православне и у Далмацији тада назива Србима. Он у једном од својих извјештаја која је слао у Рим спомиње Хрвате, али у тим извјештајима никада себе не именује Хрватом, нити је, по тим извјештајима, Далматинце или Бокеље сматрао Хрватима. 

## Великохрватске претензије
У хрватским медијима се може чути да се Бока назива Заљевом хрватских светаца. Такве тврдње се не заснивају на историјским изворима, него на пропагандној логици, да сваки католик нашег језика мора бити Хрват. Тако се постхумно хрватизирају многе историјске личности, за које не постоји ни један документ који потврђује да су се они народно осјећали Хрватима. Неке од таквих личности су: Озана Которска, Андрија Змајевић, Вицко Змајевић, Матија Змајевић, Иво Визин.